# 屈家岭办事处
屈家岭办事处，是中华人民共和国湖北省荆门市京山市下辖的一个乡级行政区，隶属于屈家岭管理区。

## 行政区划
屈家岭办事处下辖以下地区：
屈家岭社区、郭湾村、王榜村、屈家岭村、青山坡村、回龙寺村、东岳村、新台村和青阳村。